# Панино (Рязанская область)
Панино — село в Спасском районе Рязанской области. Административный центр Панинского сельского поселения.

## География
Село расположено примерно в 9 км к северо-западу от районного центра на левом берегу Оки. Ближайшие населённые пункты — село Половское к западу, деревня Агламазово к северу, деревня Горки к югу и деревня Селезеново к востоку.

## История
Деревня Панины Прудки, относящаяся к приходу церкви в селе Агламазово, впервые упоминается в окладных книгах за 1676 год. После упразднения церкви в селе Агломазово в 1770 году в Паниных Прудках была построена церковь в честь мученицы Параскевы. Каменная церковь с колокольней в селе Панины Пруды Спасского уезда была построена 1903 году на средства священно и церковнослужителей, прихожан и разных благотворителей. Престолов в ней было два: главный – во имя святой великомученицы Параскевы Пятницы, другой – во имя святителя и чудотворца Николая Мирликийского. Церкви принадлежала деревянная сторожка, в которой размещалась церковно-приходская школа. На ее содержание средства выделялись от общества. В 1914 году в ней обучалось 176 мальчиков и 96 девочек. Заведующим и законоучителем в церковно-приходской школе с 1911 года был священник Пятницкой церкви Иван Григорьевич Троицкий. 15.07.1940 года церковь была закрыта под школу, но использовалось под нужды колхоза. 
В 1905 году село входило в состав Гавриловской волости Спасского уезда Рязанской губернии и имело 493 двора при численности населения 2463 человека.

## Население
| 1859 | 1897  | 1906  | 2010 |
| ---- | ----- | ----- | ---- |
| 1883 | ↗2485 | ↘2463 | ↘693 |

## Достопримечательности
В селе находится действующая Церковь Параскевы Пятницы (1903)

## Транспорт и связь
В селе Панино имеется одноимённое сельское отделение почтовой связи (индекс 391081).